# 保巖
保 巖（たもつ いわお、1948年11月6日 - 2016年11月29日）は、日本の武道家、アマチュア写真家。
少林寺流空手道錬心舘の二代目宗家。號は少林寺守正（しょうりんじもりまさ）であり、十段範士である。

## 人物
少林寺流空手道錬心舘開祖保勇の長男。
19歳の時、フィリピンへ渡航。バギオ大学において流派の普及と指導に当たる。以降、台湾やドミニカ共和国を拠点に中米地域などでも普及活動につとめ、現在の海外支部の基礎を築いた。
宗家襲名後も海外への流派普及推進には積極的であり、欧米以外にも貧困国などに対して直接指導のために赴いている。特にインドでは貧困層の子供に向け、教育支援および医療支援のため「イワオ・タモツ国際基金」を創設。社会福祉活動についても積極的な姿勢を示した。
また書道や絵画などの芸術方面にも幅広く親しみを見せ、錬心舘創立50周年を数える2010年（平成22年）より2016年（平成28年）まで墨書による自筆にて流派のテーマとなる漢字一文字を発表した。
- 2010年（平成22年） - 「絆」
- 2011年（平成23年） - 「志」
- 2012年（平成24年） - 「心」
- 2013年（平成25年） - 「誠」
- 2014年（平成26年） - 「義」
- 2015年（平成27年） - 「和」
- 2016年（平成28年） - 「礎」

2016年11月29日に日置市伊集院町下谷口にある錬心舘総本山にて死去（没年68歳）。

## 経歴
- 1948年（昭和23年） - 保勇の長男として名瀬市にて生まれる[1]。
- 1967年（昭和42年） - 第1回少林寺流錬心舘全国空手道選手権大会優勝。
- 2000年（平成12年）5月31日 - 初代宗家保勇逝去に伴い宗家襲名。
- 2016年（平成28年）11月29日 - 日置市伊集院町下谷口にある錬心舘総本山にて死去[2][4]。